# Lonza (taglio di carne)

Tagli del suino:
1 - musetto;
2 - orecchio;
3 - guanciale;
4 - capocollo;
5 - carré;
6 - spalla;
7 - piedi anteriori;
8 - pancetta;
9 - lombata;
10 - coscia o cosciotto;
11 - coda;
12 - zampe

Con lonza si intende in genere un taglio di carne suina, la cui esatta collocazione può variare rispetto all'area geografica in cui si usa il termine:
- nel Nord Italia è il taglio ricavato dal muscolo del carré senza le ossa, noto anche come lombo o lombata. È gustoso per la quantità di grasso non eccessiva, ma sufficiente a renderlo morbido[1].
- nel Centro Italia (Umbria, Lazio, Marche e Abruzzo) la lonza è la parte detta anche lombo, con cui si prepara un salume denominato "lombetto", salato e stagionato per almeno 60 giorni (l'insaccato marchigiano si chiama "lonza" e richiede una stagionatura non inferiore ai 6 mesi). Da non confondersi con il capocollo, che ha la medesima stagionatura, ma viene ricavato dal collo.
- nel Sud Italia si chiama longa o anche lombata oppure costi du filettu[meridione dove? Sardegna?] e indica il muscolo del carré.